# Nový Vestec
Nový Vestec je obec v okrese Praha-východ ve Středočeském kraji. Leží na pravém břehu řeky Jizery 3,5 kilometru východně od Staré Boleslavi. Osu vesnice tvoří silnice ze Staré Boleslavi do Káraného, na severní straně Nového Vestce se prostírají rozsáhlé staroboleslavské lesy, jižní hranici obce pak tvoří řeka Labe. Žije zde 503 obyvatel.

## Historie
První písemná zmínka o obci pochází z roku 1777. (Ke staršímu osídení viz příspěvek Z. Hazlbauer – J. Špaček, Středověké osídlení soutoku Labe s Jizerou. Archaeologia historica 4/79, str. 221–233. Brno, 1979.)

## Obyvatelstvo
| Rok            | 1869 | 1880 | 1890 | 1900 | 1910 | 1921 | 1930 | 1950 | 1961 | 1970 | 1980 | 1991 | 2001 | 2011 | 2021 |
| -------------- | ---- | ---- | ---- | ---- | ---- | ---- | ---- | ---- | ---- | ---- | ---- | ---- | ---- | ---- | ---- |
| Počet obyvatel | 94   | 121  | 146  | 130  | 117  | 141  | 135  | 379  | 345  | 308  | 268  | 307  | 278  | 409  | 546  |
| Počet domů     | 17   | 20   | 20   | 22   | 26   | 34   | 46   | 155  | 100  | 108  | 95   | 124  | 135  | 177  | 204  |

## Obecní správa

### Územněsprávní začlenění
Dějiny územněsprávního začleňování zahrnují období od roku 1850 do současnosti. V chronologickém přehledu je uvedena územně administrativní příslušnost obce v roce, kdy ke změně došlo:
- 1850 země česká, kraj Praha, politický okres Karlín, soudní okres Brandýs nad Labem, obec Skorkov[6]
- 1855 země česká, kraj Praha, soudní okres Brandýs nad Labem, obec Skorkov[6]
- 1868 země česká, politický okres Karlín, soudní okres Brandýs nad Labem, obec Skorkov[6]
- 1880 země česká, politický okres Karlín, soudní okres Brandýs nad Labem[7]
- 1908 země česká, politický i soudní okres Brandýs nad Labem[8]
- 1939 země česká, Oberlandrat Mělník, politický i soudní okres Brandýs nad Labem[9]
- 1942 země česká, Oberlandrat Praha, politický i soudní okres Brandýs nad Labem[10]
- 1945 země česká, správní i soudní okres Brandýs nad Labem[11]
- 1949 Pražský kraj, okres Brandýs nad Labem[12]
- 1960 Středočeský kraj, okres Praha-východ[13]

### Obecní symboly
Znak a vlajka byly obci uděleny rozhodnutím předsedy Poslanecké sněmovny Parlamentu České republiky dne 12. prosince 2008.

## Doprava
Dopravní síť
- Pozemní komunikace – Obcí prochází silnice III. třídy. Katastrální území obce protíná dálnice D10, ve vzdálenosti 3,5 km je exit 14 (Stará Boleslav)

- Železnice – Železniční trať ani stanice na území obce nejsou. Nejbližší železniční stanice je v Otradovicích vzdálená 3 kilometry.

Veřejná doprava 2025
- Autobusová doprava – Obec obsluhuje autobusová linka 666 v trase Stará Boleslav,aut.st. - Nový Vestec - Káraný,pošta (dopravce ČSAD Střední Čechy)

## Další fotografie

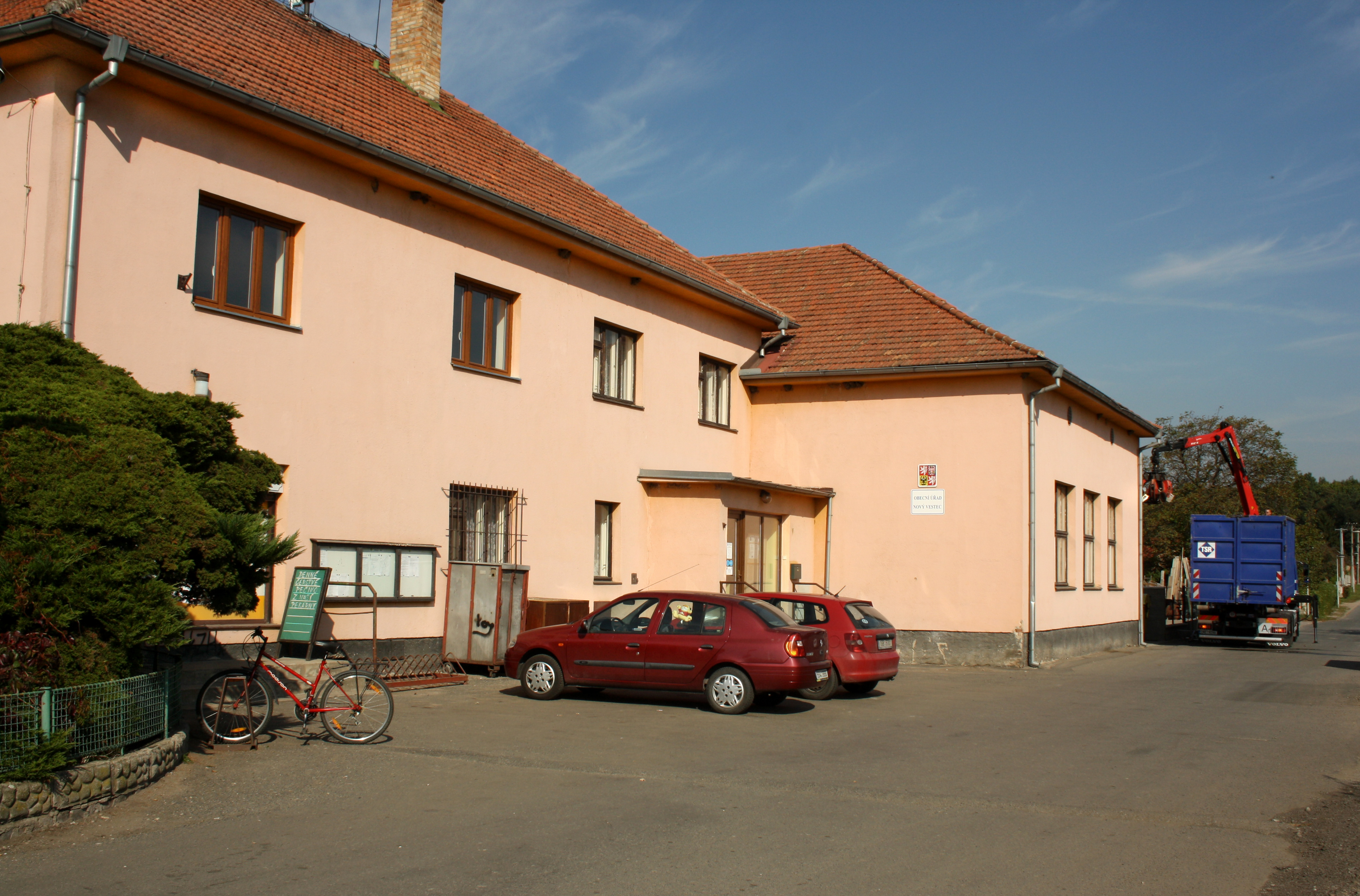
Obecní úřad
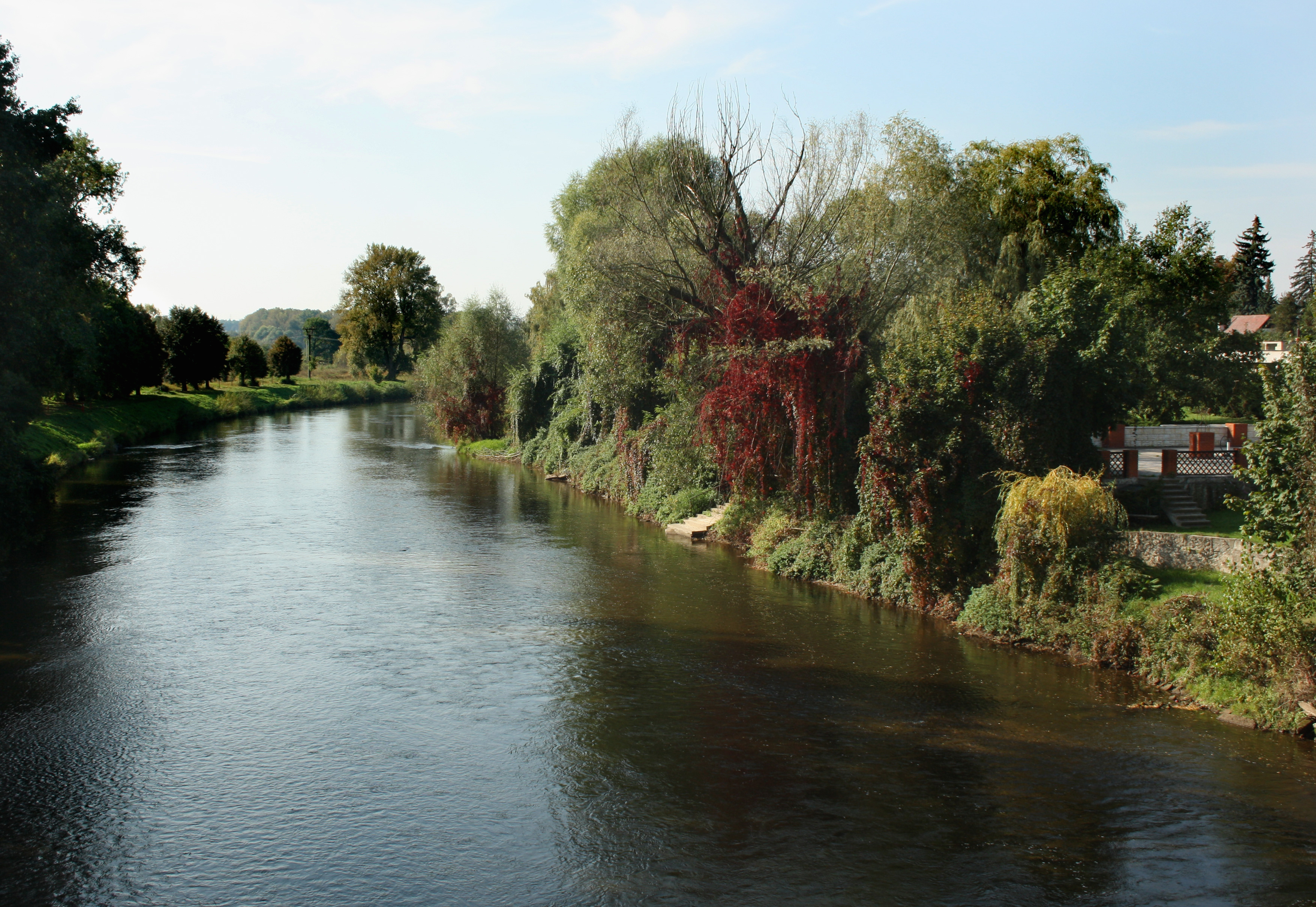
Jizera u Nového Vestce
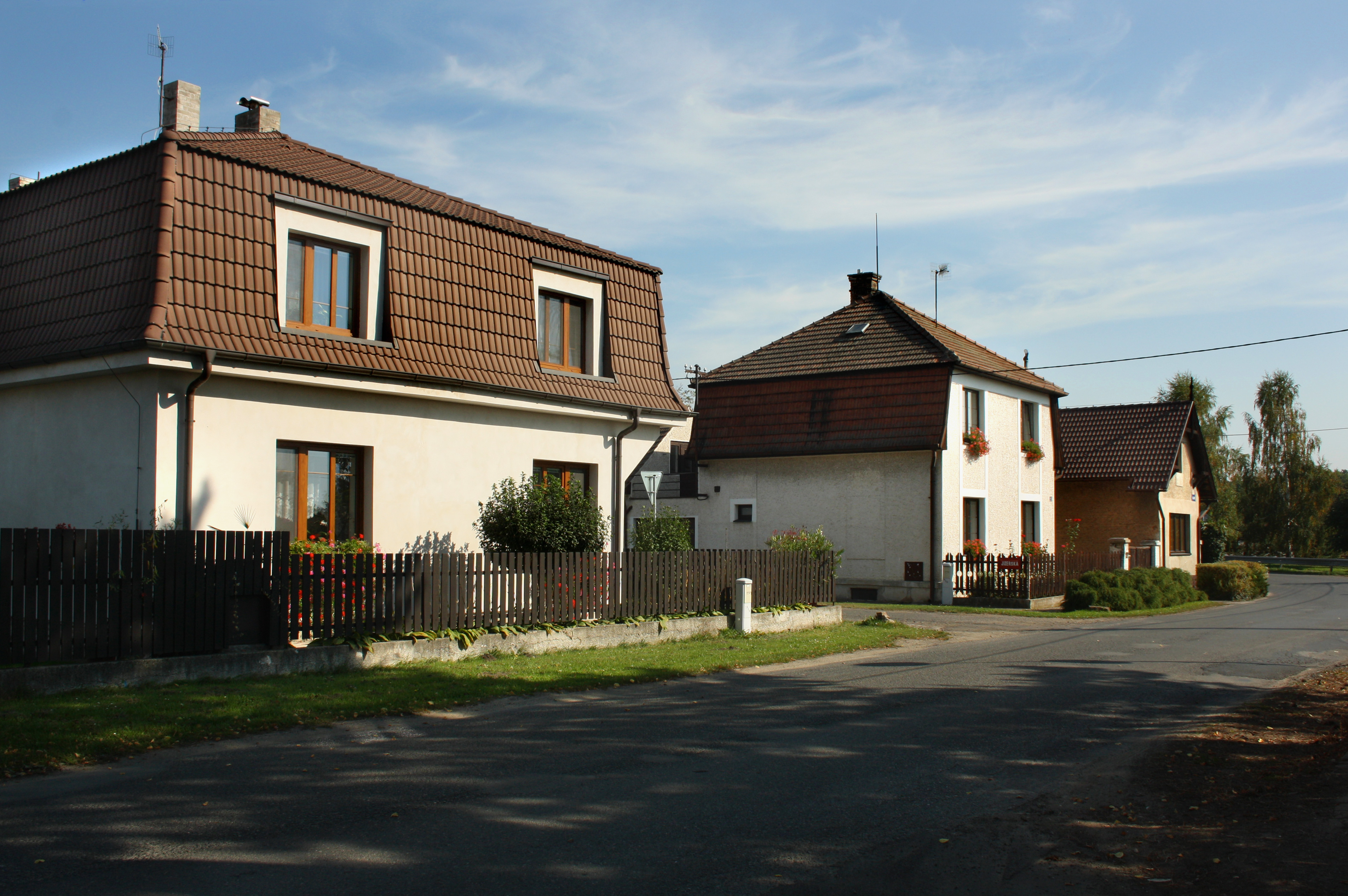
Vilky u ulice Hlavní